# Ibrahim Karabegović
Ibrahim Karabegović (5. června 1931 Modriča, Království Jugoslávie – 28. srpna 2011 Sarajevo, Bosna a Hercegovina) byl bosenskohercegovský historik a pedagog bosňáckého původu.

## Život
V rodném městě navštěvoval základní školu. První a druhý ročník gymnázia absolvoval distančně v Banja Luce, resp. Derventě v letech 1942 a 1943. Zbývající ročníky dokončil až po druhé světové válce, konkrétně mezi lety 1945 a 1951, a to v Derventě a Doboji. Roku 1951 se zapsal na studium historie na právě otevřené Filozofické fakultě Univerzity v Sarajevu, které dokončil roku 1956. Poté se vrátil do rodného města, kde celých sedm vyučoval historii v základní škole a posléze i gymnáziu. Roku 1963 získal místo asistenta v Ústavu pro studium dělnického hnutí v Sarajevu, dnes Historickém ústavu, a současně zahájil nástavbové (magisterské) studium na Filozofické fakultě v Bělehradě, které úspěšně završil o tři roky později. Nato absolvoval postgraduální (doktorské) studium na Filozofické fakultě v Sarajevu. Dizertaci s tématem Reformismus v dělnickém hnutí v Bosně a Hercegovině mezi dvěma světovými válkami v letech 1919–1941 (Reformizam u radničkom pokretu u Bosni i Hercegovini između dva svejtska rata, 1919–1941) obhájil v březnu roku 1976. Roku 1985 a znovu roku 1994 v mateřském Historickém ústavu získal funkci vědeckého rady. Roku 1994 na Filozofické fakultě v Sarajevu získal titul profesora, který používal až do svého odchodu do penze v roce 2003.
Mezi lety 1978–1987 a poté 1998–2002 zastával post ředitele Historického ústavu v Sarajevu. V letech 1978–1987 a 1998–2002 byl šéfredaktorem časopisu Prilozi (Příspěvky), který tento ústav vydával. Roku 2002 odešel do penze. Jistý čas byl předsedou Spolku historiků Bosny a Hercegoviny (Društvo istoričara Bosne i Hercegovine). Karabegović je autorem pěti monografií a sborníků dokumentů a desítek odborných článků.
Karabegović zplodil dvě děti, syna a dceru.

## Dílo
- Radnički pokret u Bosni i Hercegovini između revolucionarne i reformističke orijentacije 1909–1929. godine (Dělnické hnutí v Bosně a Hercegovině mezi revoluční a reformistickou orientací v letech 1909–1929, Sarajevo 1973)
- Reformistički pravac u radničkom pokretu Bosne i Hercegovine 1919–1941 (Reformní směr v dělnickém hnutí Bosny a Hercegoviny v letech 1919–1941, Sarajevo 1979)